# Истопный
Истопный — посёлок в Грязовецком районе Вологодской области.
Входит в состав Вохтожского муниципального образования (до 7 марта 2013 года входил в Каменское муниципальное образование), с точки зрения административно-территориального деления — в Каменский сельсовет.
Посёлок расположен возле станции Истопная Монзенской железной дороги. Он был построен в 1930-е годы как лесоучасток. Название станции объясняется тем, что во время её строительства на Монзе заготавливалась главным образом «истопная» древесина (дрова).
Расстояние по автодороге до районного центра Грязовца — 88 км. Ближайшие населённые пункты — Кирпичное, Восья, Максимовка.

## История
В 1966 г. указом президиума ВС РСФСР поселок 32 километр переименован в Истопный.

## Ссылки

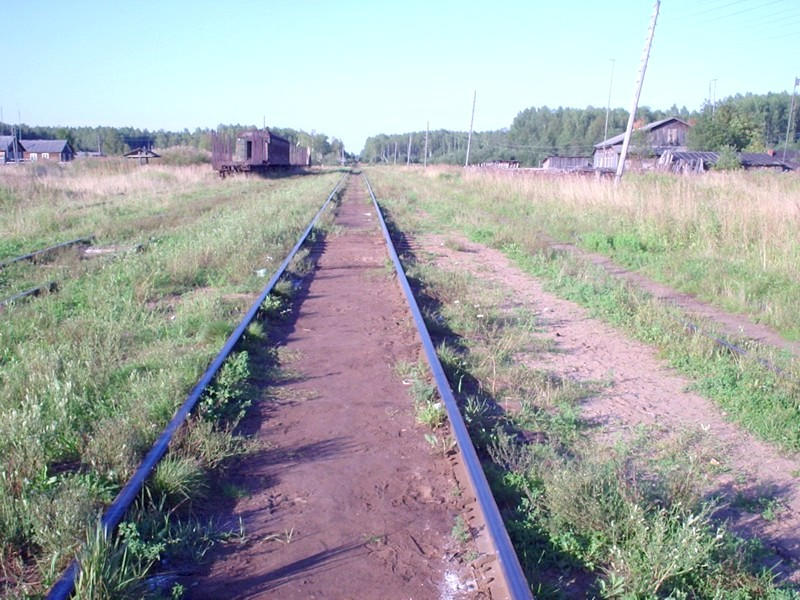
посёлок Истопный, станция Истопная

## Население
| 2010 |
| ---- |
| 71   |